# Daniela Surina
Daniela Surina (* 20. September 1942 in Triest) ist eine ehemalige italienische Schauspielerin.
Surina trat zwischen 1965 und 1973 in Charakterrollen des italienischen Kinos und Fernsehens auf, vereinzelt auch in anderen europäischen Produktionen. In anspruchsvolleren Filmen, wenn auch seltener, war sie dabei ebenso zu sehen wie in für den breiten Markt produzierten Genrefilmen.
1968 war sie als beste Nebendarstellerin in China ist nahe für den italienischen Filmpreis Nastro d’Argento nominiert.

## Filmografie (Auswahl)
- 1967: China ist nahe (La Cina è vicina)
- 1968: Der Tod im roten Jaguar
- 1969: Blutrache einer Geschändeten (Testa o croce)
- 1969: Der Mann im roten Rock (Mon oncle Benjamin)
- 1972: Das Geheimnis des gelben Grabes (L'etrusco uccide ancora)
- 1973: Seine Scheidung, ihre Scheidung (Divorce His, Divorce Hers)